# Wong Nai Siong
Wong Nai Siong (Chinees: 黄乃裳) (Minqing (Fuzhou), 1849 - aldaar, 22 september 1924) (jiaxiang: Fujian, Fuzhou, Minqing) was een protestantse dominee, onderwijzer en Chinees revolutionair.
Hij werkte lange tijd voor het Amerikaanse kerkzendingsgenootschap Methodist Episcopal Church. Hij nam deel aan de Xinhai-revolutie van 1911, wat het begin werd van de Chinese Republiek. In 1901 leidde hij een grote groep protestantse Fuzhounezen naar Sibu. Twee jaar later suste hij een ruzie tussen de Fuzhounezen en de Kantonezen die al langer in Sibu woonden. In 1958 werd een Sibuse straat omgedoopt tot Nai Siongstraat.